# Chacina dos Portugueses
A Chacina dos Portugueses, como ficou conhecida na mídia brasileira, foi um assassínio em massa ocorrido em Fortaleza no dia 12 de agosto de 2001 que resultou na morte de seis empresários portugueses: António Correia Rodrigues, Vitor Manuel Martins, Joaquim Silva Mendes, Manuel Joaquim Barros, Joaquim Fernandes Martins e Joaquim Manuel Pestana da Costa.

## Descrição
O crime foi planejado por Luís Miguel Militão Guerreiro, também de nacionalidade portuguesa, que convidou os empresários para visitar a cidade. A motivação do crime foi financeira.
Os turistas foram recebidos no aeroporto por Luís Militão e Manoel Cavalcante, que convenceram os seis a dispensar a agência de turismo, e irem diretamente para uma barraca na Praia do Futuro, com a promessa de que encontrariam mulheres. Os portugueses foram rendidos e presos enquanto Militão usava os cartões deles para sacar dinheiro. As execuções se iniciaram depois da saída de Luís. Foram executados com pauladas na cabeça e os corpos, ainda vivos, foram enterrados na cozinha do restaurante.
Militão foi preso no dia 23 de agosto, quando a Polícia Federal revelou que 46 mil Reais tinham sido sacados das contas dos empresários. Devido ao carácter do crime, Militão ficaria conhecido como o Monstro de Fortaleza.

## Julgamento e condenação
Em 21 de fevereiro de 2002 o julgamento dos assassinos foi concluído. Luís Miguel Militão Guerreiro, cidadão português a residir no Brasil para onde havia emigrado, foi condenado a 150 anos de prisão. Manoel Lourenço Cavalcante, Leonardo Sousa dos Santos e José Jurandir Pereira Ferreira, cidadãos brasileiros, foram condenados a 120 anos. Raimundo Martins da Silva Filho, também brasileiro, apontado no processo como o mais violento de todos, pegou 162 anos.
Luís Miguel Militão no cumprimento da pena apresentou bom comportamento, o que levou a Justiça brasileira a antecipar a saída, prevista para 2031, para 2027.

## Biografia de Militão e livro
Luís Miguel Militão nasceu no Barreiro em 19 de maio de 1970. Em seu livro, afirma que era problemático e teve problemas de afirmação desde jovem. O seu primeiro emprego foi de ajudante de canalizador. Ingressou na marinha mas saiu em 1997. Neste ano, casou-se pela primeira vez. No entanto, em 2001, divorciou-se e instalou-se sobre si mesmo uma depressão motivada pela solidão. Deixou de trabalhar e pediu 500 mil escudos (equivalente a 2500€) ao amigo Tavares e fugiu para o Brasil para não ter de devolver o dinheiro. Chegou a São Paulo em fevereiro de 2001 e depois rumou para Fortaleza. Durante os primeiros tempos, gastava o dinheiro em prostitutas e bares. Ficou na Praia do Futuro e, com outros, tentou um negócio numa barraca de bebidas que, porém, não deu certo. Casou-se com Maria, que ficou grávida pouco tempo depois. A sua vida desenrolou-se com o objetivo de arranjar dinheiro rapidamente, sem trabalhar, e não olhando às consequências. Por fim, Tavares disse que iria visitá-lo ao Brasil com mais amigos, ao todo 5 portugueses e com prendas da mãe e do pai de Militão. A ideia de roubar, sequestrar e matar os portugueses partiu de um dos seus amigos.
Em março de 2010, a imprensa portuguesa noticiou que Luís Militão estaria a escrever um livro, onde contaria sua versão do crime, imputando-o, sobretudo, às suas difíceis condições financeiras. Segundo o extinto jornal português 24 Horas, a obra seria lançada pela editora patrícia Guerra e Paz, e o autor teria declarado que buscava uma "felicidade utópica" quando atraíra os compatriotas ao Ceará, dizendo que sua ocupação anterior o deixava "deprimido".

Militares do CBMCE retirando os corpos enterrados nos fundos da Barraca "Vella Latina", na Praia do Futuro

### Trechos da obra
Segundo dados divulgados pelo 24 Horas, o livro trazia os seguintes relatos por Militão:
"O rosto deles era de pânico e senti que alguns desconfiavam do meu envolvimento no sequestro (...). Olhei para o Tavares e vi que ele estava de cabeça baixa com ar de abatido e sentia-se traído por mim. (...) Foi a última vez que vi aqueles seis homens, compatriotas e pais de família."
"Quando a primeira vítima [António Rodrigues] atendeu ao telefone, recebeu uma paulada. Levaram o corpo e atiraram-no dentro do buraco na cozinha. (...). Ronaldo foi buscar o segundo refém [António Martins]. O plano era o mesmo (...) Levaram o terceiro [Joaquim Pestano]. Foi atirado no buraco com os outro "